# Lopaphus zayuensis
Lopaphus zayuensis är en insektsart som först beskrevs av Chen, S.C. och Yun He He 2008.  Lopaphus zayuensis ingår i släktet Lopaphus och familjen Diapheromeridae. Inga underarter finns listade i Catalogue of Life.